# Monaco történelme
Monaco részletes története, történelme csak a 13. századtól ismert, az az előtti időkről csak feltételezések vannak.

## A városállam megalapítása
1215. június 10-én a genovai Ghibellinek Fulco del Casello vezetésével letelepedtek a mai hercegség területén. Fulco del Casello már ekkor tudatában volt a kikötő fontosságának és előnyeinek, valamint felismerte a mai Monaco területének stratégiai fontosságát. A Ghibellinek elkezdték építeni a monacói erődöt, aminek alapjain napjainkban a Hercegi Palota nyugszik. A hercegség kicsiny területe ellenére fontos történelmi helyszínné vált, mely a következő 300 évben a Ghibellinek és a Guelphek közötti viszálykodások helyszíne lett, győztes és vesztes csatáknak egyaránt színtere volt. 
A területen történő viszályok és versengések miatt 1296-ban a Grimaldi családot száműzték Genovából. A család egy kisebb hadsereggel portyázott a vidéken, majd 1297. január 8-án François Grimaldi (eredetileg: Lanfranco) (becenevén a „Ravasz”) vezetésével, ferences rendi szerzeteseknek öltözve, bevették Monaco erődjét. Ez volt Monaco történelmében az első fontosabb esemény, amely a Grimaldi család nevéhez fűződik.
1331. szeptember 12-én Carlo Grimaldi elfoglalta a monacói sziklát, és megnövelte a hercegség területét. A történészek szerint ő a Monacói Hercegség alapítója. Carlo Grimaldi herceg megvásárolta Menton és Roquebrune területét is, és azokat Monacóhoz csatolta. Monaco területe legközelebb csak 1861-ben változott.

## PerszonálunióSeborgával
A 15. század vége felé Augustino Grimaldi, Grasse püspöke lett a Seborga Hercegség vezetője. A Grimaldiak 1505–től kezdődően viselték a seborgai hercegi posztot. Augustino Grimaldi a lérins-i apátként szerzett kapcsolatai révén került Seborga trónjára, majd bátyja, Lucien monacói herceg 1529. augusztus 22-ei meggyilkolását követően Monaco régensévé vált, mivel testvérének fia, Honoré még csak egyéves volt, és így képtelen a kormányzásra.
Így jött létre 1529-ben Monaco és Seborga hercegségeinek perszonáluniója Augustino Grimaldi alatt, de a két állam végig megőrizte önállóságát. A herceg intézkedései révén a Seborgához tartozó Lérins-szigetek ciszterci kolostorát beolvasztották a bencés konföderációba. 1532-ben Augustino Grimaldi elhunyt, így a két ország közötti perszonálunió majd' három évtized után véget ért.

## A kora újkor
1524-ben Monaco erődje spanyol megszállás alá került.
Monaco egyik legjelentősebb uralkodója II. Honoré volt, aki trónra lépésével egyidőben szövetséget kötött Franciaországgal. Monaco 1612-ben hivatalosan is hercegség lett, amikor is II. Honoré felvette a monacói hercegi címet. 1641-ben a XIII. Lajos francia király Péronne-ban megállapodást kötött a herceggel. A szerződés értelmében Franciaország biztosította Monaco Hercegség védelmét. A megállapodás keretében megerősítették Monaco szuverenitását, a franciák pedig elismerték a hercegség függetlenségét. Franciaország egy helyőrséget hozott létre Monacóban, melyet a mindenkori herceg fennhatósága alá rendeltek, azaz a Helyőrségnek követnie kellett a herceg utasításait. Nem sokkal később a hercegnek sikerült kiűznie a spanyolokat Monaco erődjéből, akik 1524 óta megszállás alatt tartották azt. A hercegi palota nagy részét, így például a palota déli szárnyát II. Honoré kormányzása alatt építették fel. Ezek a részek napjainkban is nyitva áll a turisták számára. Honoré herceg figyelemre méltó gyűjteményt hozott létre a palotájában. Ebben a galériában több mint 700 festmény található a legnagyobb nevű festőktől, emellett rengeteg ezüsttárgy, drága dísztárgyak, valamint értékes faliszőnyegek és fényűző bútorok találhatóak itt.
II. Honoré halálát követően I. Antoine került trónra, akinek azonban csak lányai születtek. A lányok közül a legidősebb 1715-ben Jacques de Goyon Matignonhoz, Normandia egyik nemesi családjából származó fiúhoz ment feleségül, aki rengeteg érdemmel és címmel, valamint nagy vagyonnal rendelkezett. 1731-ben a Grimaldi fiúága megszakadt, így Jacques de Goyon Matignont, felesége halála után, elismerték Monaco hercegének. 1731-től így a Grimaldi-ház férfiágon kihaltnak tekinthető, azonban nőágon a hercegi cím öröklődött és a folytonosság még ma is biztosítva van. 
Az osztrák örökösödési háború idején, 1746-1747-ben Monaco osztrák-szárd erők megszállása alatt állt. Ekkoriban a Hercegség területén jólétben éltek az emberek, annak ellenére, hogy nem volt kiaknázható erőforrásuk a hely szűke miatt. A kikötőben kivetett adókból, valamint a tengeri kereskedésből szépen virágzott a gazdaság. A herceg rangjainak és címeinek köszönhetően nagy bevételre tett szert. A francia forradalom kitörésével, az 1789. augusztus 4-én elfogadott nyilatkozattal, mely eltörölte a feudális jogokat, a Hercegség szinte minden bevétele megszűnt, így 1795-ben, mikor III. Honoré meghalt, szörnyű szűkösségben volt a családja mellett az egész nép is.

## Monaco francia megszállása
1793-ban a Monacói Hercegség elvesztette függetlenségét, miután francia csapatok megszállták azt. 1789-től egészen 1814-ig Monaco francia fennhatóság alatt állt. A francia megszállás 1814 után szűnt meg, mikor Napóleont száműzték Franciaországból. Monaco szuverenitásának biztosítása visszatért, ahogy az 1792 előtt is volt. A bécsi kongresszus 1815-ös döntése értelmében a Szárd-Piemonti Királyság protektorátusa lett, és egészen 1860-ig az is maradt. A Grimaldi-dinasztiát száműzték a városállamból, a Hercegi Palota kincseit pedig eladták. A herceg palotáját szegények otthonává, kórházzá alakították át. A Monacói Hercegség erre az időre visszavette ősi nevét, a Fort d’Hercule nevet. 1817-ben Monaco ténylegesen is szárd-piemonti fennhatóság alá került, ami az itáliai állam számára előnyös, azonban a hercegség számára kevésbé előnyös helyzetet teremtett, mint a francia védnökség évszázadai alatt. Monaco gazdasági helyzete nagyon leromlott ez idő alatt. V. Honoré 1819-1841 közötti uralkodása alatt folyamatosan a helyzet javításán munkálkodott.

## A francia-monacói szerződés és "a kaszinóváros" létrehozása
1861-ben a francia-monacói szerződés értelmében az ország ismét független lett. Ugyanakkor Monaco elvesztette területének 95%-át - Menton városát és környékét - Franciaország javára, függetlensége fejében. A Hercegség területe így a korábbi huszadára csökkent. A területek elvesztésével a bevételek is csökkentek, ezért III. Charles uralkodó herceg és anyja - Caroline - kitalálták, hogy egy játékházat alapítanak, melynek a neve: Société des Bains de Mer. A terv megvalósítását két üzletemberre bízták, akik nem jártak eredménnyel. Ezt követően a terv François Blanc-hoz került, akit később "Monte Carlo bűvészének" neveztek, amiért sikerült létrehozni ezt a játékházat. Mikor 1868-ban a vasút is megépült Nizza és Ventimiglia között, a gazdasági mutatók hihetetlen ütemben növekedni kezdtek. A kaszinóváros egyre inkább vonzotta a befektetőket, gyönyörű paloták, épületek és luxushotelek sora nőtt ki a földből a környéken. Ezt a városrészt III. Charles tiszteletére 1866-ban Monte Carlo-nak nevezték el. III. Charles 1889-ben halt meg.

## Az első monacói alkotmány és a két világháború és az azok közötti időszak
Az ország első alkotmánya 1911-ben született, I. Albert uralkodása idején. I. Albert, III. Charles utódja a Tudományos Akadémia tagja lett, neve híressé vált kutatásai nyomán az oceanográfia és a paleontológia területén. Megalapította az Oceanográfiai Intézetet, melynek része egy múzeum is, illetve neki köszönhető az Opera létrehozása is. Az 1910-1911-es monacói felkelések következtében elfogadták az 1911-es alkotmányt, mely csorbította a herceg jogait és a korábbi feudális abszolút monarchia helyén egy alkotmányos monarchiát hozott létre. Az új alkotmány következtében azonban alig csökkent a Grimaldiak uralma, az I. világháború ideje alatt I. Albert pedig fel is függesztette az alkotmányt. 
1918 júliusában aláírásra került egy újabb francia-monacói szerződés, amely korlátozott francia védelmet biztosított Monaco felett. A szerződés értelmében Monaco a jövőben külpolitikailag igazodik a francia külpolitikához, így elkerülendő, hogy a franciák és a monacóiak szembekerüljenek egy nemzetközi külpolitikai vita során. A versailles-i szerződés kiegészítéseként a franciák védnökséget vállaltak Monaco felett.
1943-ban az olasz hadsereg megszállta Monaco hercegségét és egy fasiszta adminisztrációt hozott létre. Nem sokkal később összeomlott a Mussolini-féle fasiszta olasz rendszer, így a német Wehrmacht foglalta el Monacót és deportálni kezdték a helyi zsidókat. 1944 augusztusában kivégezték René Borghini, Joseph-Henri Lajoux és Esther Poggio helyi vezetőket, akik a náci adminisztráció élén álltak addig.

## A jelenkor: III. Rainier és II. Albert uralkodása
1949-ben II. Louis herceget a trónon fia, III. Rainier követte. III. Rainier a második világháborúban a francia hadseregben szolgált, kiérdemelte a Háborús Kereszt érdemrendet. 1947-ben megkapta a Becsületrend Keresztet is. 1956-ban III. Rainier herceg feleségül vette  Grace Kelly amerikai színésznőt; a rendezvény nagy érdeklődést váltott ki, és a világ figyelmének középpontjába helyezte az apró hercegséget.
Az 1962-es alkotmánymódosítás eltörölte a halálbüntetést, szavazati jogot adott a nőknek, és létrehozta a Monacói Legfelsőbb Bíróságot.
1993-ban Monaco az ENSZ tagja lett, mint a legkisebb tagország. 
2002-ben egy új francia-monacói szerződést kötöttek, amelynek értelmében, ha nincs trónörökös, a hercegség akkor is önálló hercegség marad, és nem válik Franciaország részévé. Továbbra is fennmaradt azonban a francia katonai védelem Monaco felett. 
III. Rainier 56 évig tartó uralkodása alatt Monaco elérte politikai, gazdasági és szociális függetlenségét és stabilitását, idilli, jóléti állammá vált, amely nemzetközi pénzügyi, üzleti, kulturális és sportközpont, valamint luxus turisztikai célpont lett. 2005. április 6-án halt meg, fia, Albert herceg követte a trónon II. Albert néven. Albert herceg 2011. július elején házasodott össze a dél-afrikai származású Charlene Wittstockkal.

## Térképek

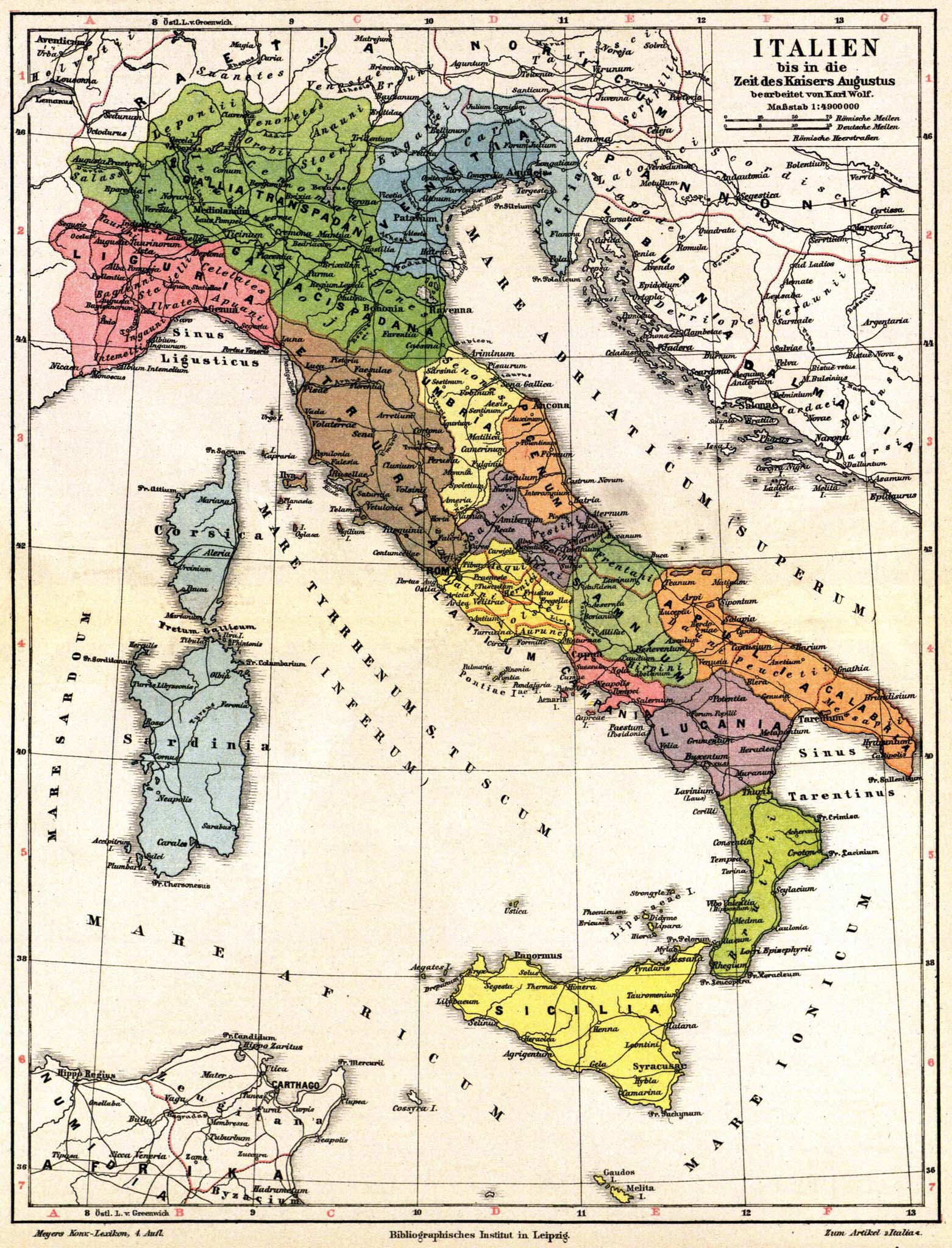
Monaco, Italia (Római Birodalom). I. e. 1. század
Monaco, Genovai Köztársaság. Olaszország 1494
Monaco, Genovai Köztársaság. Olaszország 1796
francia megszállása 1860
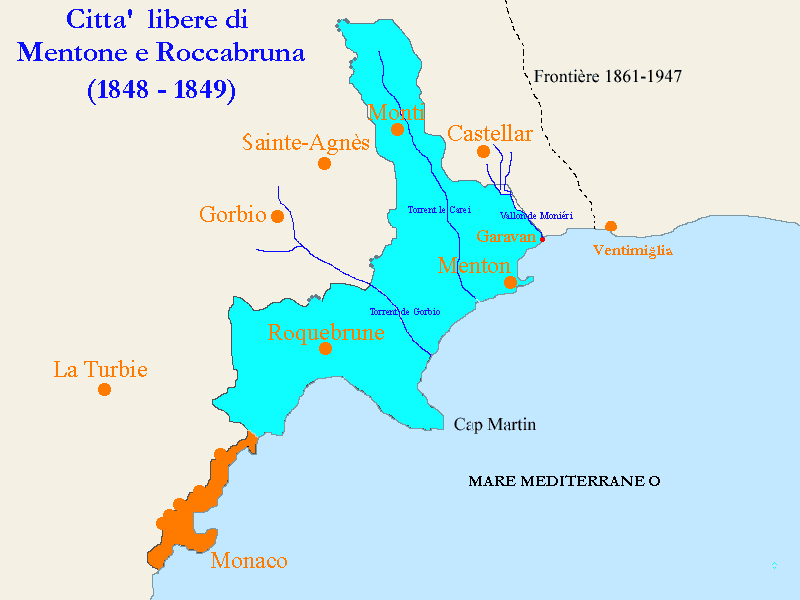
A Monacói Hercegség területe a 19. század közepén, Menton és Roquebrune elvesztése előtt

## Fordítás
Ez a szócikk részben vagy egészben  a   History of Monaco című angol Wikipédia-szócikk fordításán alapul.  Az eredeti cikk szerkesztőit annak laptörténete sorolja fel. Ez a jelzés csupán a megfogalmazás eredetét és a szerzői jogokat jelzi, nem szolgál a cikkben szereplő információk forrásmegjelöléseként.